# Ronnie Lane

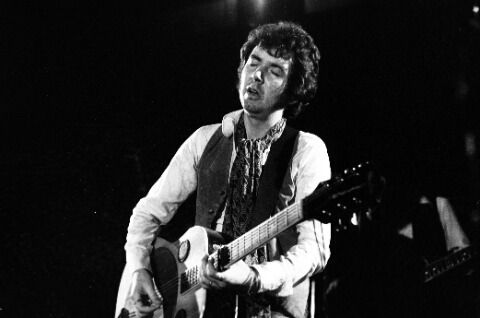
Ronnie Lane, 1975

Ronald Frederick „Ronnie“ Lane (* 1. April 1946 in Plaistow, London; † 4. Juni 1997 in Trinidad, Colorado, USA), Spitzname Plonk, war ein britischer Rockmusiker, der vor allem als Bassist, Songschreiber und Gründer der Bands Small Faces und The Faces bekannt wurde.

## Leben
1973 verließ Lane die Faces, um die Hitsingles How Come und The Poacher sowie das Album Anymore for Anymore aufzunehmen. Mit seiner Band Slim Chance und einer bunten Zirkus- und Musikshow – The Passing Show – zog er 1974 durch Großbritannien. Finanziell war das Unternehmen ein Desaster.
1976 gab es eine Wiedervereinigung der Small Faces. Lane verließ das Projekt jedoch schon während der Proben. Da es bereits einen Vertrag mit dem Label gab, nahm er 1977 mit Pete Townshend das viel gelobte Album Rough Mix auf, das aber kommerziell ein Flop war.
In dieser Zeit wurde bei Lane Multiple Sklerose diagnostiziert. Dennoch ging er weiterhin auf Tour, schrieb Songs und machte Aufnahmen, u. a. mit Eric Clapton.
1983 fand auf Initiative von Lanes Freundin Boo Oldfield ein Konzert zugunsten der Multiple-Sklerose-Forschung in der Londoner Royal Albert Hall statt, an dem neben Lane so bekannte Musiker wie Eric Clapton, Jimmy Page, Jeff Beck, Steve Winwood, Bill Wyman, Charlie Watts, Kenney Jones, Andy Fairweather-Low und andere mitwirkten. Erweitert um Joe Cocker und Paul Rodgers ging die Truppe anschließend auf US-Tour. Rodgers und Page gründeten bei dieser Gelegenheit die Band The Firm.
1984 zog Lane nach Austin in Texas, wo das Klima für seine Gesundheit besser war. Er war weiterhin als Musiker aktiv und arbeitete mit einer amerikanischen Ausgabe von Slim Chance. 1990 machte er sogar eine Tournee in Japan.
Sein Gesundheitszustand verschlechterte sich zusehends. 1992 hatte er seinen letzten Auftritt, zusammen mit Ron Wood und Ian McLagan. 1994 zog er nach Trinidad in Colorado. Jimmy Page, Ron Wood und Rod Stewart unterstützten ihn bis zuletzt finanziell.
Ronnie Lane starb am 4. Juni 1997 an den Folgen einer Lungenentzündung. In seinem Geburtsort Plaistow (East London) wurde 2001 die Ronnie Lane nach ihm benannt, eine 160 Meter lange, nordsüdlich verlaufende Straße.

## Diskografie (solo)
- Anymore for Anymore (1974)
- Ronnie Lane’s Slim Chance (1975)
- One for the Road (1976)
- Mahoney’s Last Stand (mit Ron Wood) (1976)
- Rough Mix (mit Pete Townshend) (1977)
- See Me (1979)
- You Never Can Tell: The BBC Sessions (1997)
- Kuschty Rye: The Singles 1973–1980 (1997)
- Plonk (1999)
- April Fool (1999)
- Tin and Tambourine (Compilation) (1999)
- Live in Austin (2000)
- Rocket 69 (Live im Rockpalast 1980) (2001)
- Ooh La La - An Island Harvest (Ronnie Lane & Slim Chance, 2014)
- Just for a Moment (Music 1973 – 1997) (6-CD-Limited-Edition-Boxset, 2019)